# Ammoni l'Eremita
Ammoni, dit també Ammonas o Amoun (grec antic: Ἀμμώνιος, Ἀμμώνας o Ἀμοῦν; copte: Ⲁⲙⲟⲩⲛ), fou el fundador d'una de les més importants comunitats monacals d'Egipte. Obligat per la família a casar-se, va convèncer a la seva muller de respectar una continència perpètua. Va viure amb la seva dona 18 anys al final dels quals, a petició d'ella, es va retirar al mont Nítria, al sud del llac Mareotis, com un asceta, i hi va viure 22 anys, sortint només dues vegades a l'any per visitar a la seva dona. Va morir abans del 365 i probablement vers el 320. 17 de les 19 regles dels ascetes se li atribueixen.